# حملة انتخابية

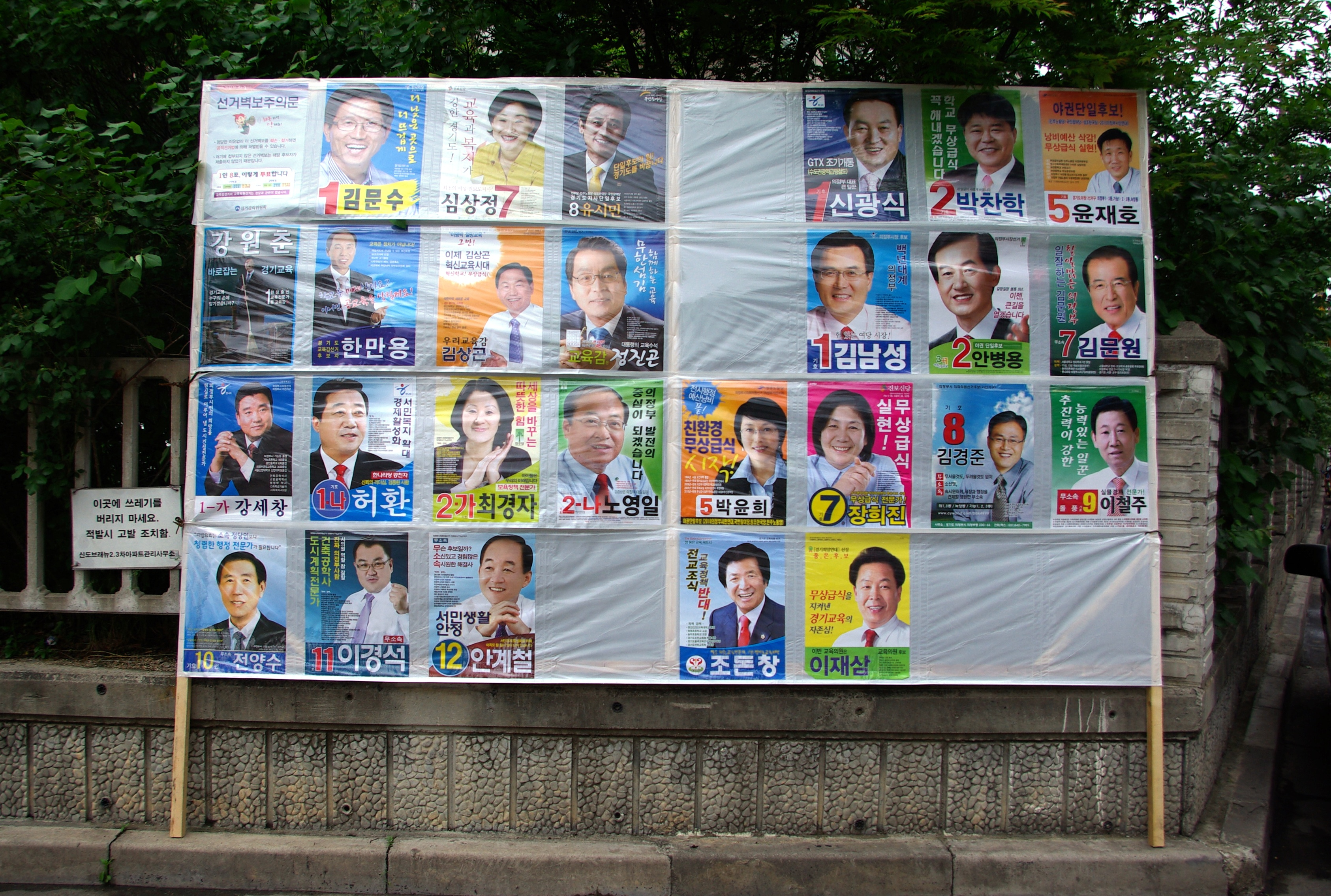
هذا ملصق لدائرة مدينة ويجيونجبو في جيونج جي دو للانتخابات المحلية الخامسة التي أجريت في 2 يونيو 2012.

الحملة الانتخابية هي المرحلة التي تسبق عملية التصويت في الانتخابات، ويجري من خلالها الترويج للمرشح والبيان الانتخابي عن طريق عرض أهدافه ومتطلعاته ومشاريعه المستقبلية لحشد أكبر عدد من الأصوات، وتخضع هذه العملية لعدة ضوبط لضمان تكافؤ الفرص بين المرشحين.